# Gnaphalopoda curticollis
Gnaphalopoda curticollis är en skalbaggsart som beskrevs av Fauvel 1903. Gnaphalopoda curticollis ingår i släktet Gnaphalopoda och familjen Melolonthidae. Inga underarter finns listade i Catalogue of Life.